# Мусульманское завоевание Южной Азии

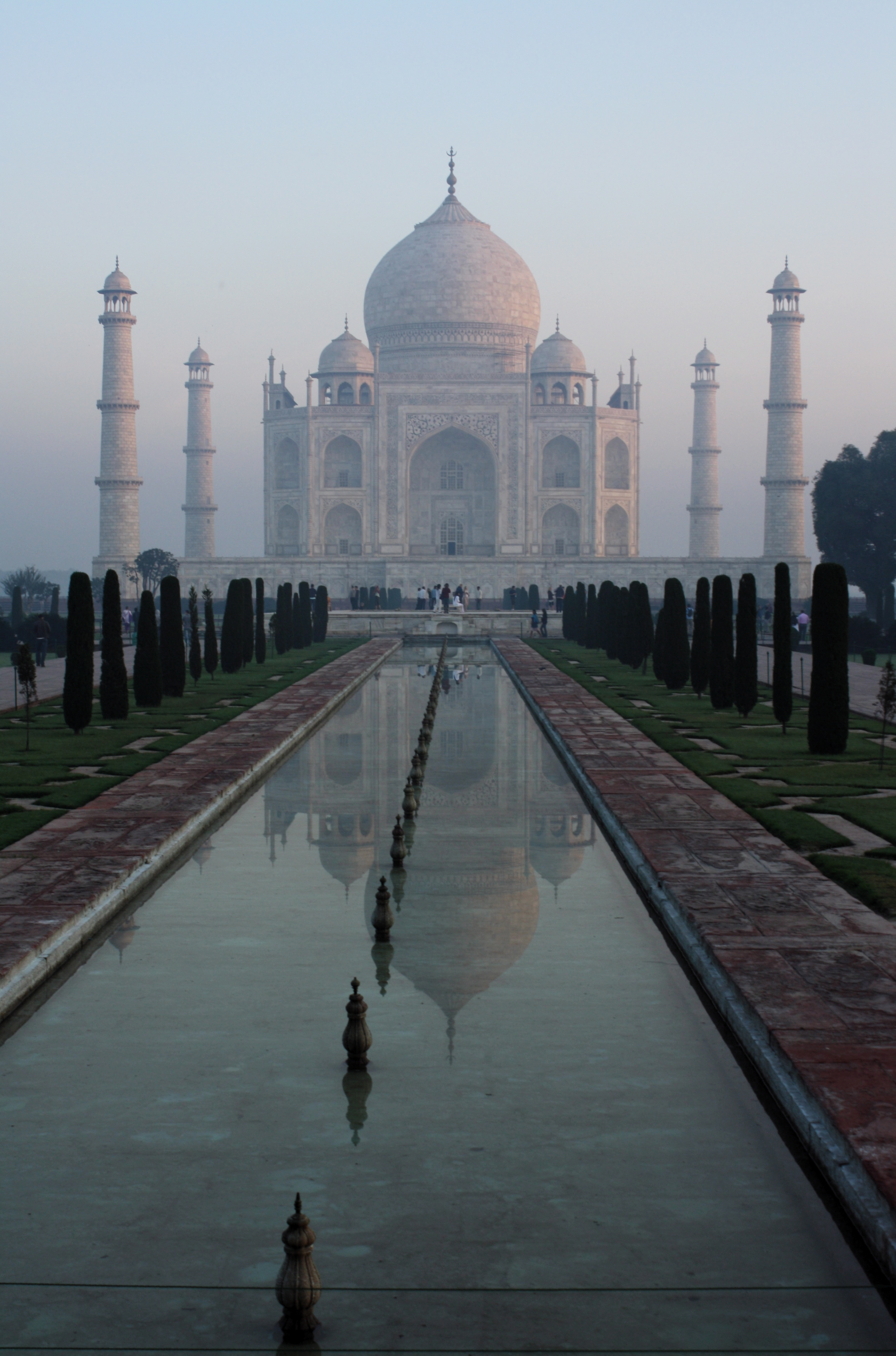
Тадж-Махал — один из символов исламского наследия в Индии.

Мусульманское завоевание Южной Азии — вторжение и покорение мусульманскими правителями Южной Азии, главным образом с XIII по XVI век. Некоторые историки считают их самыми кровавыми в истории человечества.
Ещё в ходе ранних арабских завоеваний в VII веке, мусульмане пытались вторгнуться в Индию, но тогда они не сумели проникнуть в глубину её территории, натолкнувшись на сопротивление раджпутских царств.
Тем не менее, гималайские королевства Алмора, Гархвал, Лухул, долина Спити, Киннаур в современном Уттаракханде и Химачал-Прадеш и Читтагонгских холмах, а также существующие и в наши дни Непал, Бутан и Сикким, никогда не были завоёваны мусульманами.

## Предпосылки
Южная Азия, как и другие оседлые общества, на протяжении веков подвергалась вторжениям кочевых племён. Индийский субконтинент часто подвергался нападениям из Ирана и Центральной Азии, то есть всегда с северо-запада. С падением иранской империи Сасанидов и созданием исламского Халифата появилась новая сила, которая консолидировала местные племена, такие как афганцы и тюрки. В этом плане мусульманское вторжение X века мало чем отличалось от других вторжений, начиная с VI века н. э.

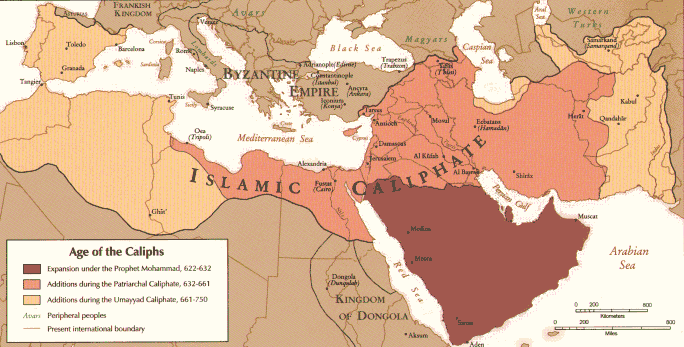
Халифат с 622 по 750 год

Но в отличие от других завоевателей, которые быстро перенимали образ жизни покорённых и сливались с ними, мусульмане принесли с собой свою административную и правовую систему, религию, и модель социального устройства. Их культура во многом была чуждой для Индии. Большинство мусульманских правителей пытались навязать свою культуру местному населению, но некоторые, такие как Акбар, наоборот разрешали и даже поощряли местные традиции.
Арабские войска халифов Омейядов напали на Индию в 664 году н. э., возглавляемые полководцем Мохалибом. Они проникли до Мултана в нынешнем пакистанском Пенджабе. Мусульмане удовольствовались взятием столицы Маили, грабежом и захватом пленных. Арабы тогда были воодушевлены захватом Персии и проверяли доступность Индии для дальнейших завоеваний. В конце правления Омейядов, мусульмане предприняли более решительное нападение, под руководством Мухаммада ибн Касима. Арабы были отброшены раджпутами в ходе битвы за Раджастан в 738 году. Дальнейшие мусульманские завоевания возглавлялись уже не арабами, а тюрками и центральноазиатскими монголами, обратившимися в ислам.
Несколько веков потребовалось исламу для распространения в Индии, и то как это произошло часто дискутируется в науке. Некоторые считают[кто?], что индусы были обращены насильно, под угрозой «обращение или смерть» и наложением налога на немусульман. Другие считают[кто?], что большую роль сыграли смешанные браки, проповедь, торговля, тяжесть кастовой структуры и появление суфизма.

### Споры об обращении
Относительно обращения населения Южной Азии в ислам высказывались разные мнения:
1. Основная часть мусульман — потомки переселенцев с Иранского плато или арабов[7].
2. Мусульмане использовали политическое насилие и джихад[6].
3. Обращение вызывалось прагматическими причинами, такими как освобождение от налогов и большей социальной мобильностью мусульман, которые стали правящим классом[6][7].
4. Суфии активно проповедовали в Индии, завоевали доверие, открыв путь к сердцу местного населения[6].
5. Буддисты и члены низших каст подвергались гнёту в индуистских государствах, поэтому они предпочли принять ислам[7].
6. Вначале была исламизация по принуждению, но вскоре индусы полюбили ислам[6].
7. Мусульманская цивилизация была более динамичной, что привело к постепенной интеграции Индии и её населения в мир ислама[7].

Оценка количества жертв, основанная на исторической демографии и мусульманских хрониках, сделана К. С. Лалом в его книге Рост мусульманского населения в средневековой Индии, он утверждал что с 1000 года н. э. по 1500 год население Индии сократилось на 80 миллионов человек. Его работу критиковали Саймон Дигби (Школа востоковедения и африканистики) и Ифран Хабиб, настаивая на невозможности таких расчётов для периода, когда переписи населения не проводились. В более поздних работах Лал ответил критикам. Историк Уильям Дюрант приписывал все успехи ислама насилию. Джадунатх Саркар утверждает, что некоторые мусульманские завоеватели вели систематическое истребление индусов: «Каждый способ, ускоряющий резню, хладнокровно применяют с целью обращения язычников». Однако даже индийские мусульмане не были избавлены от кастового положения, чему способствовал Зияуддин аль-Барани издавший фетвы-ай Джахандари, где они были отнесены к касте «Аджлаф» и подвергнуты дискриминации со стороны касты «Ашраф».

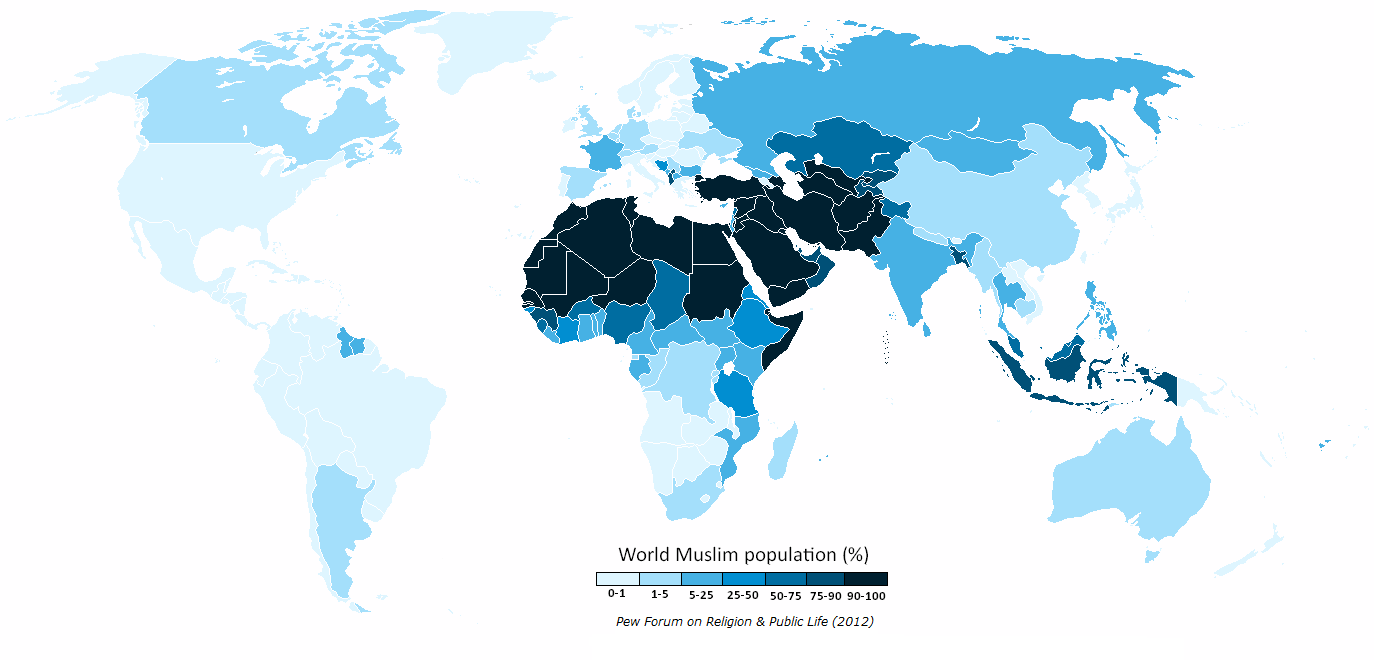
Количество мусульман в современном мире

Критика теории «обращение или смерть» указывает на такие места, как Южная Индия, Бангладеш, Шри-Ланка, западная Бирма (Мьянма), Индонезия и Филиппины, где не было такого количества мусульман, чтобы силой навязать ислам, но между тем многие обратились в него. Историк экономики Ангус Мэддисон в своей книге показал, что население Индии, всех религий, не уменьшалось, а росло с 1000 по 1500. Он считает, что население увеличилось на 35 миллионов, с 75 до 110.
Последующие мусульманские завоеватели рассматривали Индию не как объект для ограбления, а как царство для себя и своих потомков, хотя некоторых из них ненавидели равно мусульмане и индусы (Аурангзеб). Другие оставили по себе хорошую память. Они брали в жёны знатных индийских женщин. По воспоминаниям Ибн Баттута, посетившего Дели в 14 веке, умершего жестокого султана жестоко ненавидели делийцы. Он отметил, что при дворах правителей иноземцы, такие как персы, турки, арабы, играют более важную роль, чем их местные подданные. Слово «тюрк» относилось не столько к этнической принадлежности, сколько к высокому социальному статусу. Тем не менее С. А. А. Ризви указывает на Мухаммада бин Туглака, как поощрявшего местных жителей, особенно ремесленников: поваров, садовников, парикмахеров, а также назначавшего чиновников из их числа. В его царствование, обращение в ислам могло быть средством большей социальной мобильности и повышения социального статуса.

## Влияние ислама и мусульман в Индии

### Расширение торговли
Влияние ислама особенно заметно в торговле. Первыми контактами мусульман с Индией были атаки арабов на гнёзда пиратов в районе современного Бомбея для защиты торговых путей Аравийского моря. Примерно в это же время арабы стали селиться в индийских портах, что стало началом маленьких мусульманских общин. Рост их был вызван не только проповедью ислама, но и тем, что индуистские раджи южной Индии (подобные государству Чола) нанимали в свои войска мусульманских наёмников.

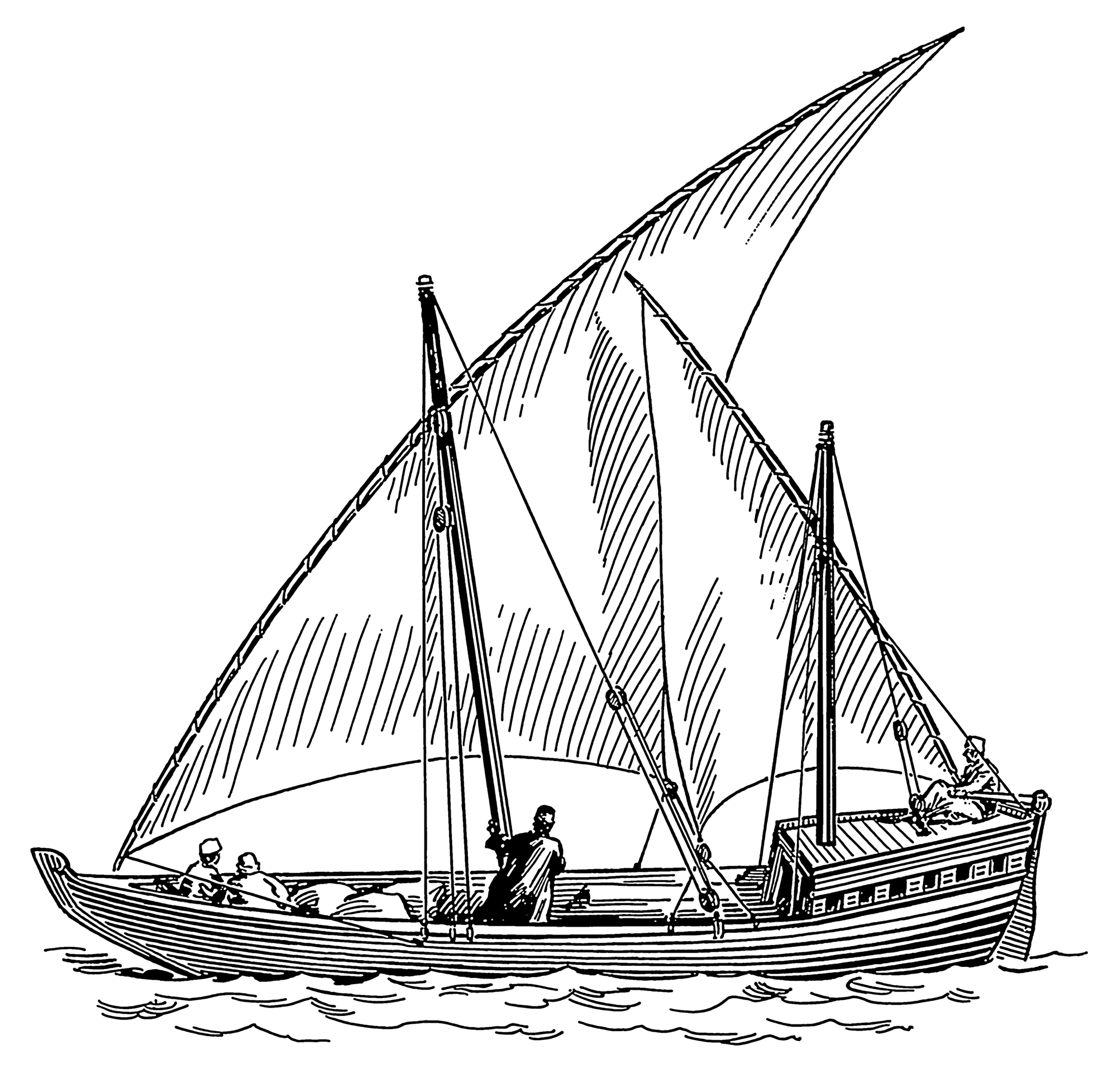
Арабское судно доу. Подобные суда использовали арабские купцы.

 С помощью исламских шариатских судов возникла единая коммерческая и правовая система от Марокко на западе до Монголии и Индонезии на Дальнем востоке. Тогда как южная Индия активно торговала с арабами/мусульманами, северная нашла новые возможности. Когда индуистские и буддистские царства Азии были покорены исламом, и ислам стал распространяться в Африке — он стал высоко централизованной силой, позволявшей оформить платёжное поручение в Египте или Тунисе, а исполнить его в Индии или Индонезии. Мусульманская система позволяла быстро взаимодействовать группам духовенства, административных управляющих и ведущих торговцев. Путешественник и исследователь Мухаммед Ибн-Абдулла Ибн Баттута 

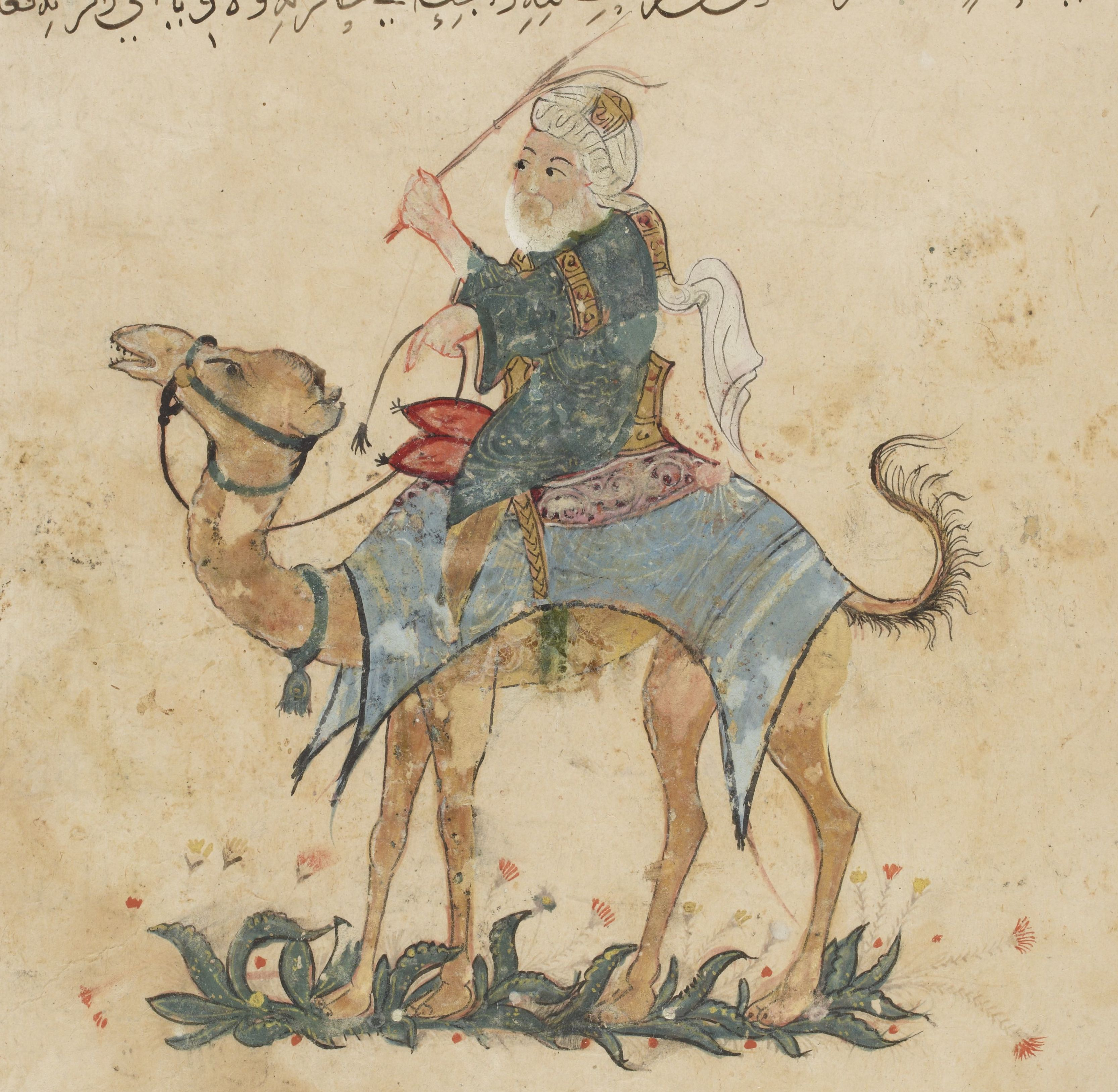
Ибн Баттута

 мог относительно легко путешествовать по мусульманскому миру. Он был имамом в Дели, был судебным чиновником на Мальдивах, и был послом и торговцем на Малабаре. Это показывает, что в исламском мире один человек мог быть и священником и чиновником и купцом, и в этом не было противоречия. В исламском мире торговлю защищали власть, закон и религия. Шер-шах открыл все торговые пути, и даже отменил ряд пошлин, ограничивавших торговлю. Он расширил сеть дорог и создал знаменитый Великий колёсный путь (1540—1544), который соединял Калькутту с Кабулом, и частично используется и теперь.

### Распространение технологий
С ростом торговли было связано и распространение технологий производства, а также городской культуры. Это особенно влияло на те части мира, которые были технологически неразвитыми. С другой стороны, в Индии с древности существовала богатая интеллектуальная традиция и развитая городская жизнь, которая меньше нуждалась в посторонних идеях. Историки спорят, насколько технологии, принесённые мусульманами, повлияли на Индию. Например некоторые историки[кто?] доказывают, что использование водяного колеса для орошения было начато при мусульманах. 

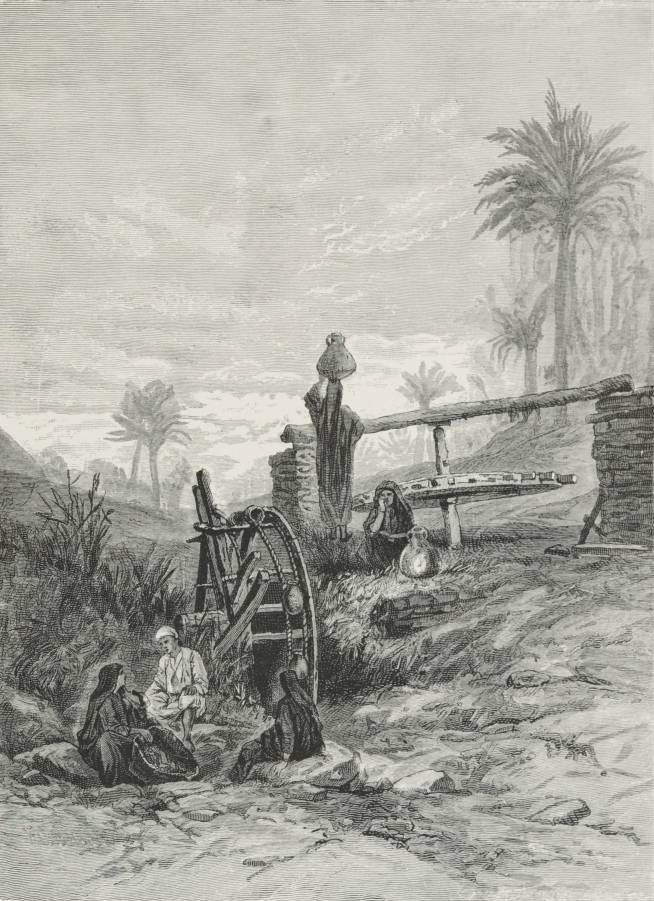
Некоторые историки считают, что мусульмане принесли в Индию водяное колесо для орошения.

 Использование керамической плитки при строительстве было принесено в Индию из Ирана, Ирака и Средней Азии. Голубая керамика Раджастана сформировалась в подражание китайскому фарфору, который стали завозить в Индию при Моголах. Также султан Абидин (1420—1470) отправил кашмирских ремесленников в Самарканд учиться переплетать книги и делать бумагу.

### Культурное влияние
Раздел Британской Индии, войны и взаимные изгнания миллионов людей, усилили вражду мусульман и индусов, затрудняя объективную оценку. Мусульманское правление отличалось высоким уровнем ассимиляции и синкретизма. Мусульманское владычество повлияло на социальное поведение и этику. В результате сложного исторического процесса, мусульмане приобрели в Индии уникальный опыт существования в меньшинстве, без утраты своей идентичности, но и без потери связей с немусульманами.
Влияние ислама на индийскую культуру проявляется во всех областях — в языке, одежде, кухне, во всех видах искусства, архитектуры, планирования городов, обычаях и ценностях. С другой стороны, язык мусульманских захватчиков изменился под влиянием языков местного населения, они перешли на индийский по своей лингвистической принадлежности язык урду, который использует арабский алфавит и довольно много персидских слов. Лингвистически родственные языки урду, и хинди, государственный язык Республики Индия, — два главных языка Южной Азии — также известны как хиндустани.
Мусульманское правление также привело к росту городов, вызванному ростом торговли, связанной с сильной государственной властью, и к распространению индийских технологий в остальном мире. Кхурджа и Сиван стали известными центрами гончаров, Морадабад производил латунь, Мирзапур ковры, Фирозабад стекло, Фаррукхабад стал центром печати, Шахранпур и Нагина резьбы по дереву, Бидар и Лакноу производили изделия из метала (Bidriware), в Сринагаре делали папье-маше, в Бенаресе производили ткани и ограняли драгоценности, и так далее. С другой стороны, развитие городов увеличило налоговое бремя крестьян. Это привело к трениям с укладом сельской жизни, господствовавшим в Индии.

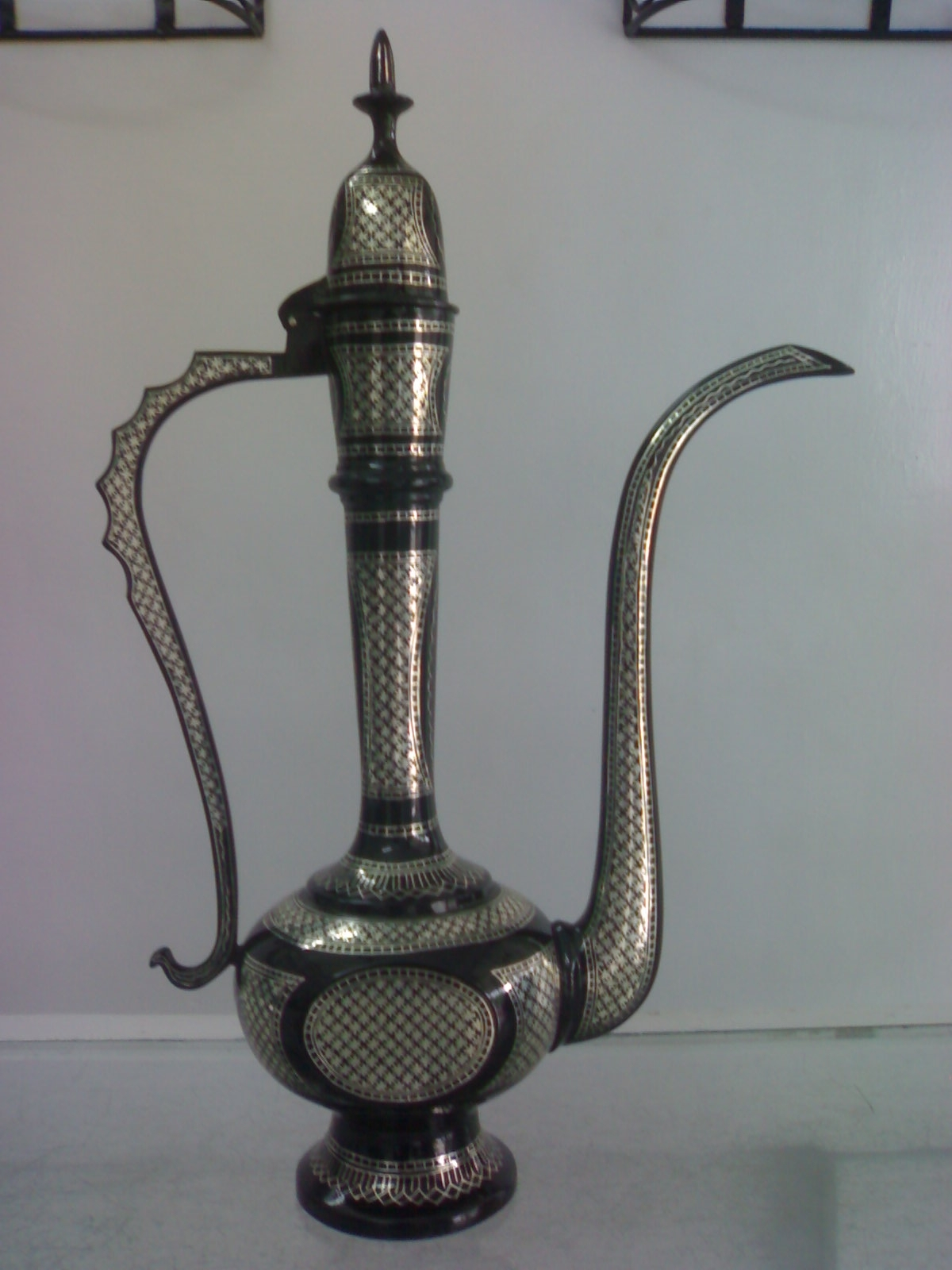
Бидарский графин для вина.

Индийские цифры под названием «арабских» распространились по всему миру вместе с достижениями индийской математики и естественных наук.
Исламская архитектура Индии подарила миру такие шедевры как Тадж-Махал и делийскую Джама-Масджид.

## Ранние мусульманские общины
Ислам в Индии существовал в общинах, живших в городах на торговых путях в Синде, на Цейлоне и в Южной Индии.
Войска из Синда сражались за персов против арабов при Нехавенде, Саласале, Кадисии и Мекране. Пираты из Индии совершали набеги на арабские суда. В Индии укрывались вожди сопротивления арабским завоеваниям.
Уже в 636/637 году арабы предприняли морской набег. Их войска морем достигли Тхане, но их целью был только грабёж. Впоследствии войска халифата наведывались в Мекран, но не закрепились там.

## Мухаммад ибн Касим

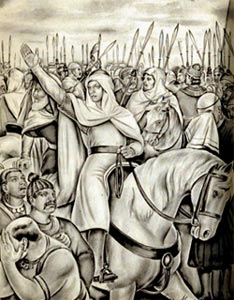
Мухаммад ибн Касим возглавляет войска в сражении

В 711 году арабский наместник восточных провинций Хаджадж ибн Юсуф отправил две неудачные экспедиции в Белуджистан (засушливый регион Иранского нагорья в юго-западной Азии, в настоящее время разделённый между Ираном, Афганистаном, и Пакистаном) и Синд.
Мусульманские хроники (Чачнаме) утверждают, что цель экспедиций была карательной в ответ на рейды пиратов на арабские суда. Царя Синда Дахира обвинили в покровительстве пиратам. Третью экспедицию возглавил юный арабский военачальник Мухаммад ибн Касим. Экспедиция дошла далеко на севере до Мултана, «золотого города», в котором находился огромный индуистский храм Сан Мандир.
Ибн Касим взял Дебал (ныне Карачи), и все мужчины старше 17 лет, которые не приняли ислам, были убиты. Армия Мухаммада разбила Дахира у современного Хайдарабада в Синде (712). Дахир погиб в бою, хотя его армия продолжала сражаться. Жена и сын Дахира укрылись в крепости Ревар под охраной 15 000 воинов. Мусульмане готовили штурм крепости. Вдова Дахира и другие женщины предпочли мусульманскому плену самосожжение. Крепость была взята, 6000 пленных были казнены.
Города Брахманабад и Нирун сдались без боя. Арор и Мултан оказали ожесточённое сопротивление. Войско завоевателей вначале состояло только из шеститысячного конного ополчения арабских племён. Так было установлено господство омейядского халифата от Атлантики до Инда. Мухаммад ибн Касим скоро был отозван в Ирак и там казнён. Форпостами Халифата в Южной Азии остались Синд и южный Пенджаб с городами Мансура (Брахманабад) и Мултан.

## Арабское правление вСинде

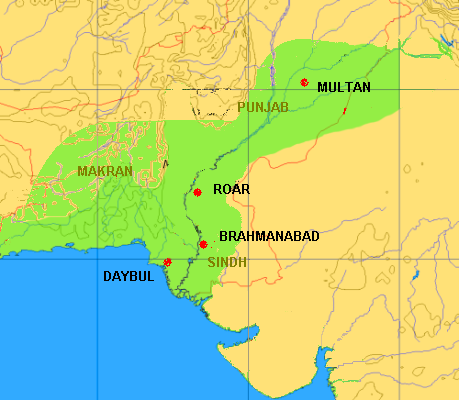
Земли завоёванные армией Касима

Синд был разделён на множество феодальных держаний икта, которые были розданы мусульманским военачальникам. Воины и духовенство также получали землю, хотя некоторые солдаты получали денежное жалование.
Для местного населения была установлена подушная подать джизья. Другим источником доходов был поземельный налог в 2/5 — 1/4 урожая. Остальные сборы и пошлины часто продавались с торгов откупщикам.
Судопроизводство не было урегулировано. К смертной казни могли осудить и местные правители и мусульманские судьи кади, часто назначавшие индусам несправедливо строгие наказания. Гражданские дела индусов решались в панчаятах, то есть на совете 5 старейшин.
В целом, мусульманские правители терпели индуизм в Синде.
Всё же, до падения династии Аббасидов, сменившей Омейядов, Синд был частью Халифата и активно контактировал с мусульманским миром в плане торговли и культуры.

## Битва за Раджастан
Битва за Раджастан — битвы в которых коалиция Гурджара-Пратихара и Чалукья из Лата разбили омеядского губернатора провинции Синд в 730-х. 

## Общины на северо-западе

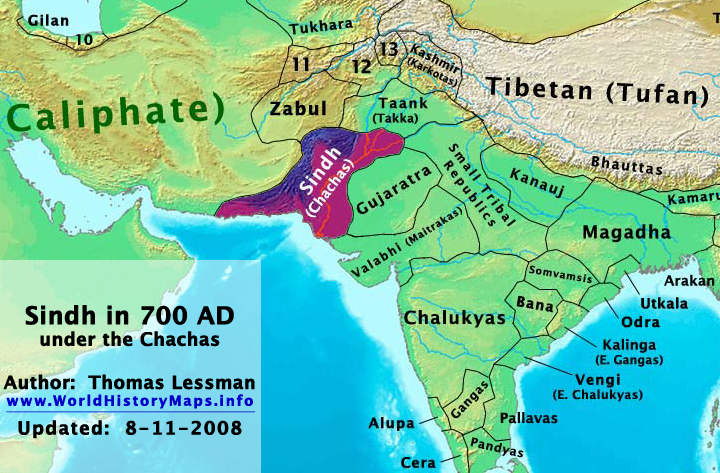
Синд в 700 году

Последующий натиск исламского халифата был слабым, так как его центральная власть ослабела, а местные губернаторы предпочитали делить власть с индуистскими, джайнскими и буддистскими правителями. Проповедники-исмаилиты обнаружили там подходящую аудиторию как среди мусульман-суннитов так и среди немусульманского населения. В 985, группа около Мултана провозгласила себя независимым исмаилитским Фатимидским государством.
Прибрежная торговля и постоянные контакты с исламским миром сделали Синд удобным местом, из которого мусульманские проповедники попадали в Индию. Было множество обращённых, особенно среди буддистского большинства. Мултан стал центром исмаилитов, которые встречаются в Синде и теперь. В этом регионе исламские учёные знакомились с индийской наукой и передавали её дальше на запад.
Севернее Мултана немусульманских групп было очень много. С этого времени завоёванные мусульманами земли разделились на две части: северный регион, включая Пенджаб, вернулся под контроль Раджей-индуистов, тогда как южное побережье, включая Белуджистан, Синд, и Мултан, осталось под мусульманским контролем.

## Газневиды

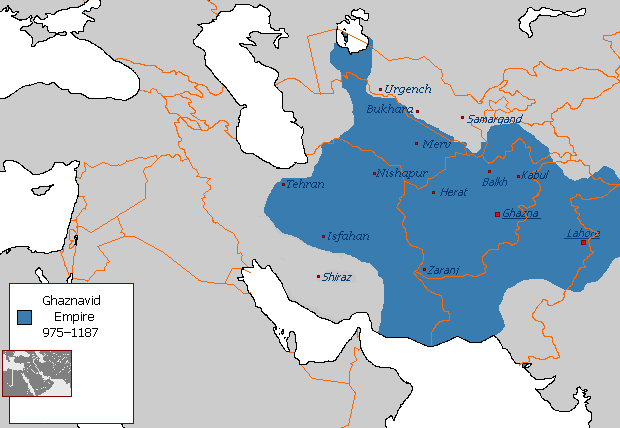
Газневиды на пике могущества

При Себук-Тегине, Газни начало войну с Кабул-шахом Раджей Джаяпалой. Когда Себук-Тегин умер и его сын Махмуд получил трон в 998, Газни были заняты на севере борьбой с Караханидами. Тогда Шах Раджа возобновил военные действия.
В начале 11 века Махмуд Газневи совершил 17 походов в Южную Азию. В 1001, султан Махмуд Газневи разбил раджу Джаяпала из династии Хинду-шахов Гандхары и повёл войско в Пешавар, который сделал в 1005 одним из центров своей державы.

Газневидские завоевания были первоначально направлены против исмаилитских Фатимидов, и были частью непрекращающейся борьбы Аббасидского халифата с исмаилитами. Однако, победив исмаилитов, Махмуд двинулся дальше на богатые земли Индии, грабя храмы и монастыри. К 1027 году Махмуд захватил большую часть Северной Индии и получил формальное признание независимости от аббасидского халифа Ахмада аль-Кадира.
Газневиды правили в Северной Индии более 175 лет (1010—1187). В это время Лахор получил значение второй столицы, и позднее стал столицей Газневидов.
К конце правления Махмуда его империя простиралась от Тегерана на западе до Джамны на востоке, и от Аральского моря на севере до Аравийского моря на юге. Хотя его походы охватывали всю Северную и Западную Индию, только Пенджаб стал постоянной частью его державы Кашмир, Доаб, Раджастан, и Гуджарат оставались под контролем раджпутских династий.
В 1030 году Махмуд тяжело заболел, и умер в возрасте 59 лет.
Как и арабы за три века до этого, армия Махмуда сожгла храмы Варанаси, Матхуры, Удджайна, Махешвара, Джваламукхи, Сомнатха и Дварка. Махмуд был прагматиком, и с легкостью использовал войска раджей-индуистов и их самих, если они соглашались помочь. Его главными противниками оставались шииты и иранские Буиды. Это видно из работ Аль-Бируни, согдийских, уйгурских и манихейских текстов, где буддистов, индусов и джайнов называют людьми Писания (к которым ортодоксальный ислам относит лишь приверженцев единобожия христиан и иудеев), а Будда назван бурханом или даже пророком. После первоначального ограбления и разрушений, буддисты, джайны и индусы попали в категорию «терпимых иноверцев» зимми.

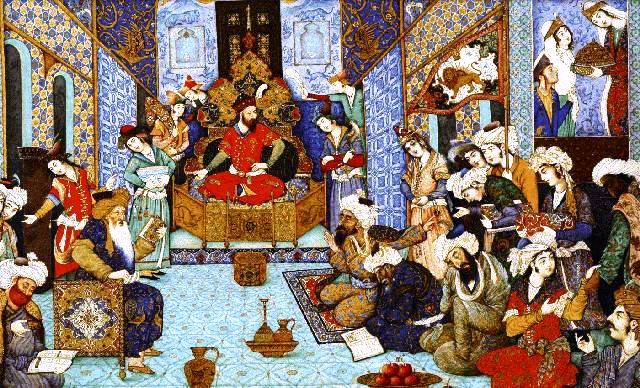
Двор Махмуда Газневи, аристократы и придворные дамы.

## Гуридский султанат

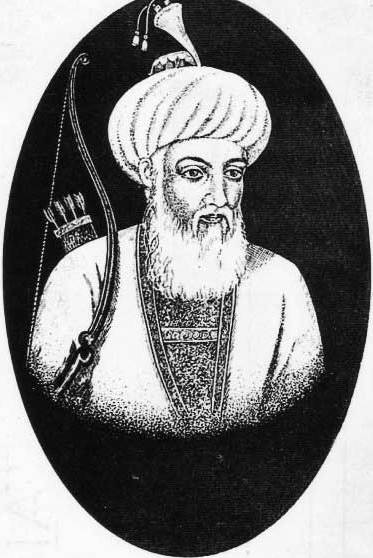
Мухаммед Гури. Современное изображение

До 1160 Газневиды правили землями от центрального Афганистана на западе до Пенджаба на востоке, со столицами Газни на берегу реки Газни в современном Афганистане, и Лахор в современном Пакистане. В 1160 полководец из области Гур в Афганистане Шихаб-ад-дин Мухаммад Гури отнял Газни у Газневидов, и с 1173 года сделал его своей столицей, став родоначальником новой мусульманской династии Гуридов в Индии. В 1186—1187 завоевал Лахор с помощью союзных ему индуистских князей. Тем самым он захватил последние земли, ещё подвластные Газневидам, и положил конец их империи. Казалось, что новые правители заинтересованы в захвате всего Субконтинента. Как и его предшественники, Мухаммад начал с противостояния исмаилитскому Мултану, вернувшему было себе независимость, а затем устремился к добыче и власти.
В 1191 он вторгся в земли Притхвирадж III Аджмерского, правившего в современном Раджастане и Харьяне, но был разбит Говинда-раджей Делийским, вассалом Притхвираджа. На следующий год Мухаммад собрал 120 000 всадников и вновь вторгся в Индию. Войска Мухаммада и Притхвираджа сошлись на том же поле боя вблизи города Карнала, что и год назад, но на этот раз Мухаммад Гури победил. Говинда-раджа был убит, Притхвирадж захвачен в плен, а Мухаммад двинулся в направлении на Дели. В течение года север Раджастана и междуречья Ганга и Джамны были в его руках. После этих побед в Индии Мухаммад Гури сделал своей столицей Дели. Мултан также покорился ему. Ему пришлось затем вернуться в Газни, и защищаться от натиска тюрок и монголов, но часть армии он оставил в Северной Индии, и его войска продолжили расширять сферу его владычества вплоть до Бенгалии.
В 1206 Мухаммаду Гури пришлось подавлять восстание в Лахоре. На обратном пути в Газни его караван остановился на отдых у Джелама в Пенджабе, ныне в Пакистане. Во время вечерней молитвы 15 марта 1206 года он был убит.

Было перебито много гакхаров, и провинция была умиротворена. После урегулирования дел в Пенджабе Мухаммад Гури возвращался в Газни. На стоянке у Дхамаяка в округе Джехлам, султан был убит гакхарами.
Согласно некоторым источникам, Мухаммад был убит ассасинами, радикальной сектой исмаилитов.
Мухаммада Гури похоронили на месте его гибели. Его полководец Кутб ад-Дин Айбак захватил индийские владения Гури и в 1206 году провозгласил себя султаном Дели.

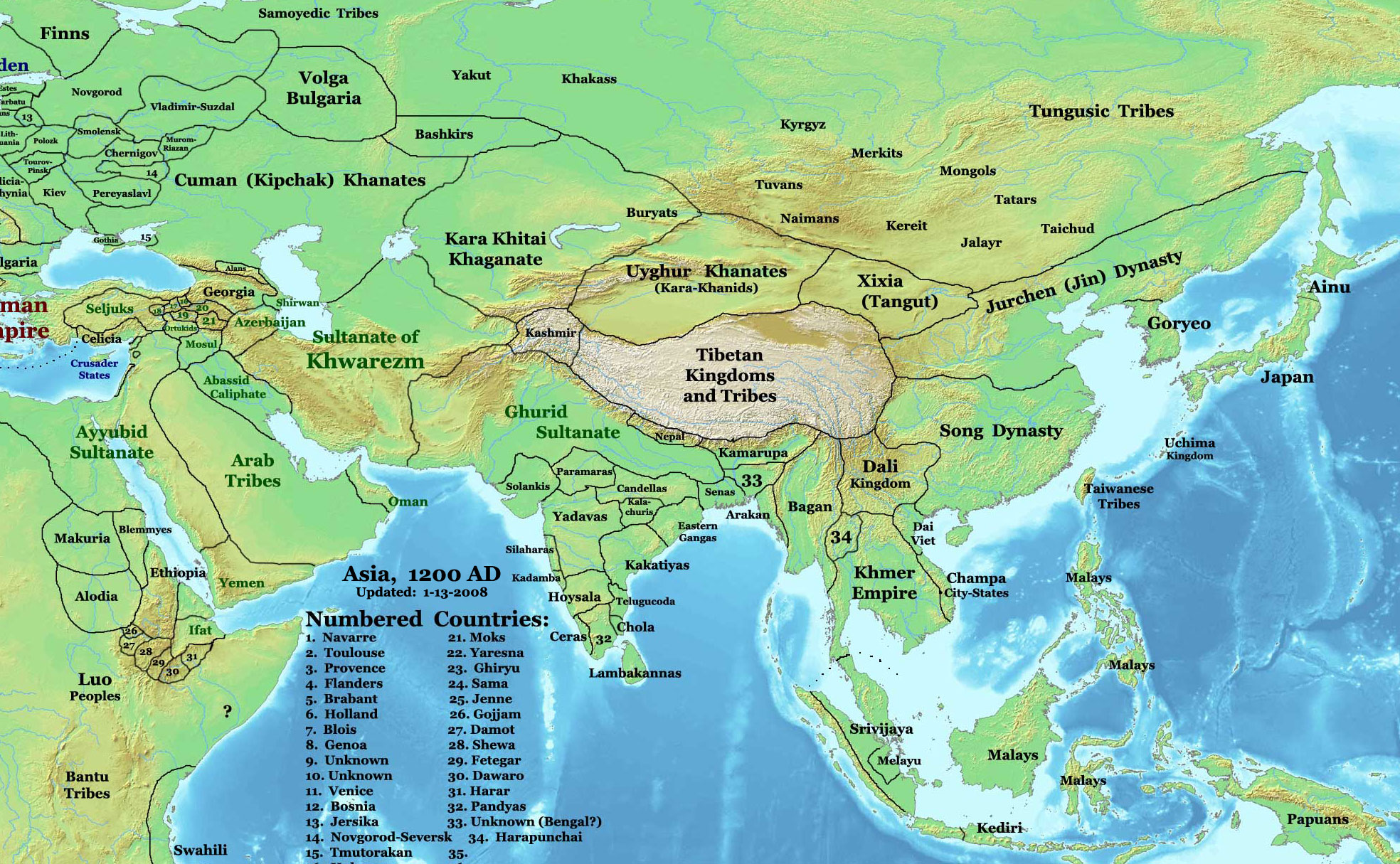
Владения Гуридов в начале XIII века

## Делийский султанат

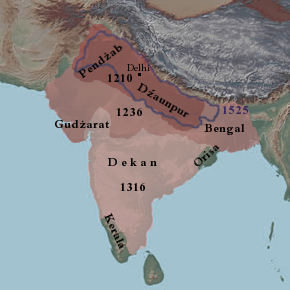
Расширение Делийского султаната

В Делийском султанате с 1211 года правили мамлюки, то есть захватившие власть тюркские рабы-воины. Территория султаната быстро росла. К середине XIII века ему принадлежали Бенгалия и большая часть центральной Индии. В Дели сменилось несколько тюркских и афганских династий: мамлюки (1211—1290), Хильджи (1290—1320), Туглакиды (1320—1413), Сеиды (1414—1451), и династия Лоди (1451—1526). В южной Индии, царство Виджаянагара успешно сопротивлялось мусульманскому владычеству. Несколько царств в северной и центральной Индии оставались независимы от Дели, такие, как Раджастан, части Деккана, Гуджарат, Малва (в центральной Индии) и Бенгалия, но все земли современного Пакистана управлялись Дели.
Делийские султаны поддерживали дружественные, но поверхностные отношения с ближневосточными мусульманскими государствами, пока не было споров из-за власти. Законы основывались на Коране и Шариате, не-мусульман облагали джизьей. Центрами власти были города. Военные лагеря и торговые фактории в сельской местности становились базой для появления новых городов.
Делийскому султанату удалось предотвратить монгольское вторжение в Индию. Хулагуиды всё же завоевали Афганистан и часть западного Пакистана. Происходило взаимное индо-мусульманское влияние, следы которого прослеживаются в архитектуре, музыке, литературе, и даже религии.
В 1398 Дели был разграблен Тамерланом, но возродился при династии Лоди, последние правители которой были покорены Бабуром (1526), основавшим Империю Великих Моголов (XVI—XVIII век).

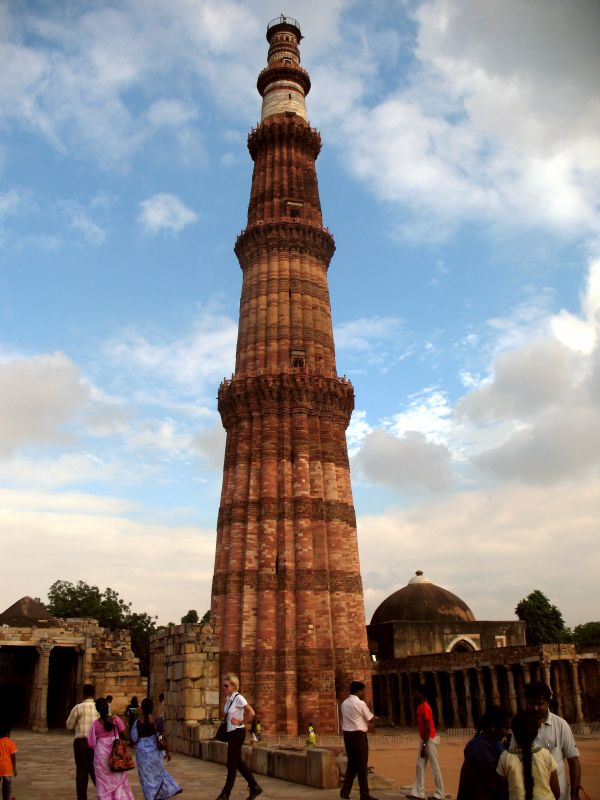
Кутаб-минар — шедевр архитектуры султаната.

## Тимур

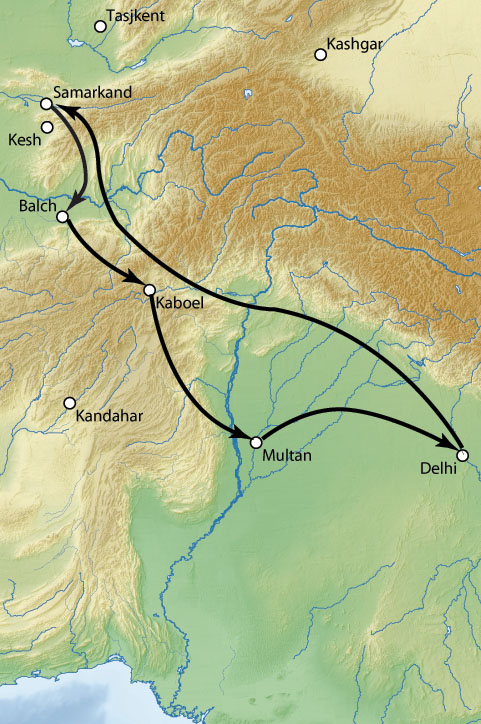
Индийская кампания Тимура

Тюрко-монгольский полководец из Самарканда, Тимур бин Тарагхай Барлас (1370—1405), прозванный Тамерлан или «железный хромец», завоевал большую часть Передней и Центральной Азии.
Зная о междоусобной войне в Индии, Тимур вторгся в земли Делийского султана Насир уд-Дин Махмудшах ибн Мухаммадшаха Туглакида. Предлогом вторжения была терпимость султанов к индуизму. На деле Тимура привлекли богатства султаната.
Тимур пересёк Инд у города Атток (ныне Пакистан) 24 сентября 1398 года. Как и в ходе прежних завоеваний, Тимур сжигал захваченные сёла и города, его армия грабила, насиловала и убивала. В своих воспоминаниях Тимур выражал презрение к индусам-идолопоклонникам, хотя он воевал и с индийскими мусульманами.
На пути к Дели Тимур столкнулся лишь с некоторым сопротивлением феодальной знати племени аван и губернатора Мератха. Армия султана была с лёгкостью разгромлена 17 декабря 1398 года. Тимур разграбил и сжёг Дели. Ещё до битвы за столицу Тимур приказал перебить 100 000 пленников, главным образом индуистов.

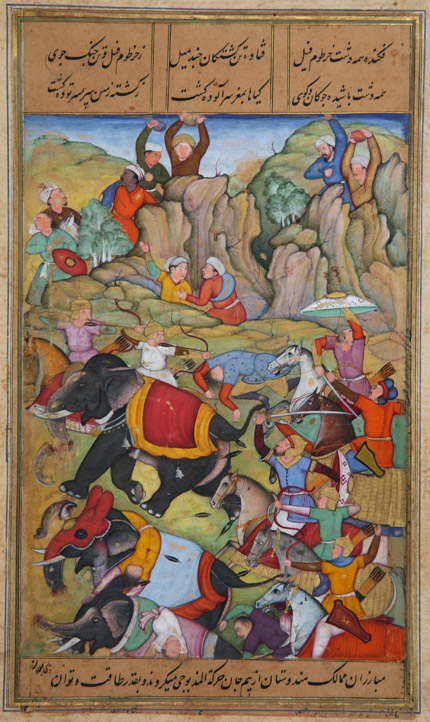
Тимур разбивает султана Дели

В своих воспоминаниях Тузк-ай-Тимури Тимур живописал делийскую резню:

В короткое время все жители крепости [Дели] были преданы мечу, и в течение часа головы 100 000 неверных были отрезаны. Меч ислама был омыт кровью неверных… Солдаты запалили дома и обратили их в прах. Они сравняли строения и крепость с землёй… Были убиты все эти неверные индусы, их женщины и дети, а их имущество и товары стали добычей победителей. Я провозгласил по всему лагерю, что каждый, взявший в плен неверного, должен предать его смерти. Кто не выполнит этого, сам будет казнён, а его имущество передано доносчику. Услышав этот приказ, газии ислама обнажили мечи и предали пленников смерти.

Одна сотня тысяч неверных, нечестивых идолопоклонников, была в этот день зарезана. Маулана Насируддин Умар, советник и учёный, который за всю жизнь не убил и воробья, теперь, по моему приказу, умертвил мечом пятнадцать своих пленников идолопоклонников-индусов… В великий день битвы 100 000 пленных не могли оставаться с обозом, это было противно всем правилам войны.

Тимур в подробностях описывает геноцид индусов, в скольких деревнях, городах и селениях всё мужское население было вырезано, их женщины изнасилованы и насильно обращены в ислам.
Тимур покинул Дели приблизительно в январе 1399. В апреле он вернулся в свою столицу за Аму-Дарьёй. Он вывез из Индии огромную добычу. В соответствии с Руй Гонсалес де Клавихо, 90 захваченных слонов везли драгоценности, добытые в этом походе, чтобы возвести «мечеть в Самарканде». Поспешно построенная мечеть Биби Ханум за несколько десятилетий превратилась в руину.

## Могольская империя
В XVI век Индия вступила раздробленной на множество мелких владений, равно мусульманских и индуистских, которые не слишком заботились о своих подданных, и не оставили общего свода законов или учреждений. Но мир стал стремительно меняться. Португалец Васко да Гама обогнул Африку в 1498 году и разрушил монополию мусульман на торговых путях между Азией и Европой. В Центральной Азии и Афганистане усилился правитель Ферганы Бабур, он взял Кабул и нацелился на Индию. Его династия правила в Индии 332 года (1526—1858).

### Бабур

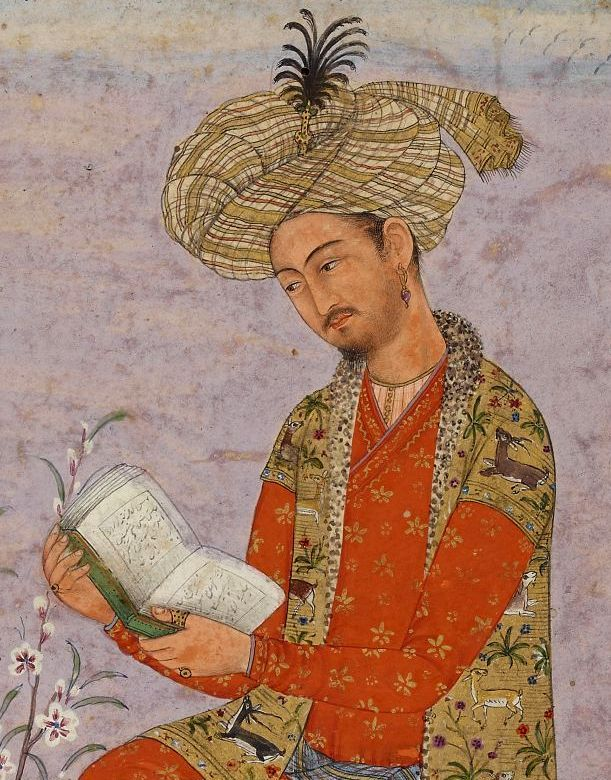
Бабур. Миниатюра из Бабур-наме

Потомок Чингисхана и Тимура, Бабур соединял любовь к войне с любовью к красоте, талант завоевателя и мудрого администратора. Он сосредоточился на захвате Северо-Западной Индии и разбил Ибрахим-шаха Лоди, последнего Делийского султана, в Битве при Панипате (1526), севернее Дели. Бабур убедил своих центрально-азиатских воинов остаться в Индии и сражаться с другими претендентами на власть, такими ка раджпуты и афганцы. Вскоре (1530), Бабур умер. Империя Великих Моголов, созданная Бабуром, была по индийским меркам весьма централизована.
Праправнук Бабура Шах-Джахан (правил 1628—1658), построил Тадж-Махал и другие великолепные сооружения. Два других значительных императора могольской эры, Акбар правивший в 1556—1605, и Аурангзеб (1658—1707), оба расширяли пределы империи и были способными администраторами, однако Акбар был религиозно терпим, тогда как Аурангзеб был нетерпим к не-мусульманам.

### Аурангзеб

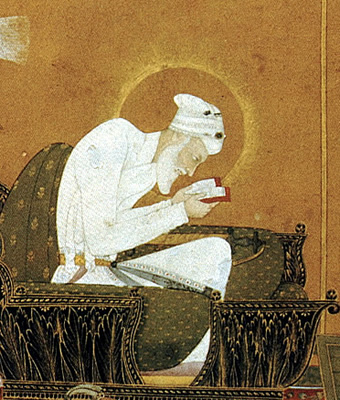
Аурангзеб

Предок Аурангзеба Акбар пытался создать синкретическую религию Дин-и иллахи соединявшую в себе различные религии империи, но его правнук Аурангзеб был мусульманским фанатиком.
После смерти Аурангзеба мусульманская администрация империи развалилась. Посты в империи переходили по наследству, путём интриг или захватывались силой. Мансабдарская система комплектации штата чиновников сменилась заминдарской, при которой местными чиновниками, ответственными за сбор налогов, становились богатые землевладельцы. И земля и земледельцы, её обрабатывающие, и пост чиновника переходили по наследству. Империя ослабела, проснулись иные силы, готовые бороться за власть. Этим воспользовались британцы.

## Дурранийская империя
Распад империи Моголов привлёк Надир-шаха персидского, но он не смог завоевать индийские земли. После его смерти, его личный гвардеец, пуштун Ахмет Шах Абдали, приступил к завоеваниям. За четверть века он создал крупнейшее мусульманское государство XVIII века. Вершиной его достижений была победа над Маратхами при Панипате (1761). В Южной Азии его государство простиралось от Инда до Дели. Он не был заинтересован в уничтожении могольского правления в Индии и всё больше занимался периодическими войнами с сикхами, и подавлением восстаний в Персии. После его смерти империя распалась.

## Разрушения

### Наланда

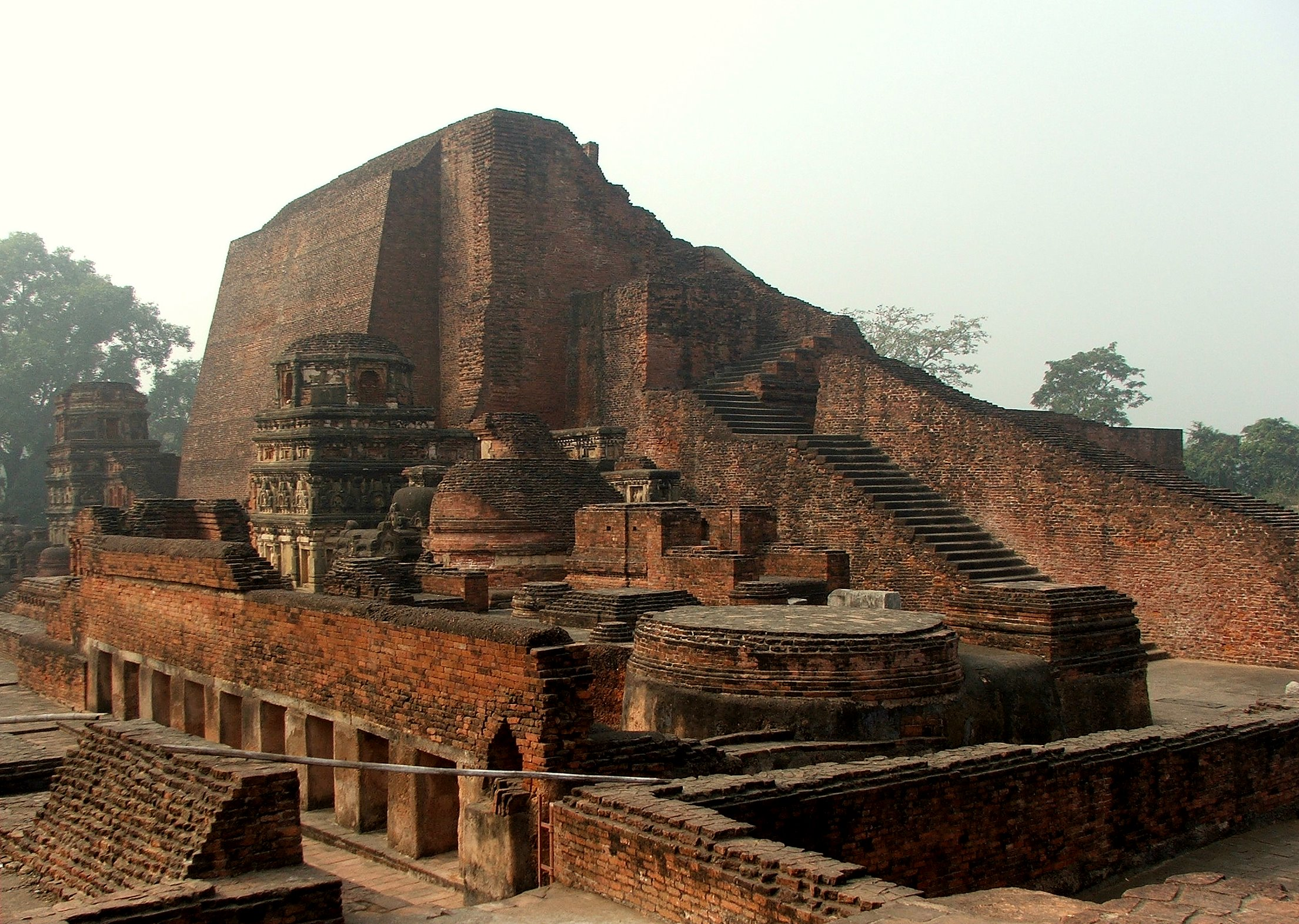
Руины Наланды

В 1193 году афганцы-гильзаи разрушили буддистский университетский комплекс Наланда и сожгли его библиотеку. Гильзаи под командованием Бахтияра Халаджи, подвластного Кутб ад-Дин Айбаку, разрушили также монастырь Викрамашила, и другие буддийские монастыри. Эти события стали заключительным ударом по буддизму в Индии.
Буддисты бежали в Непал, Сикким и Тибет, или на самый юг субконтинента. Индуизм и джайнизм выжили благодаря децентрализации и связи с местными простонародными культами.

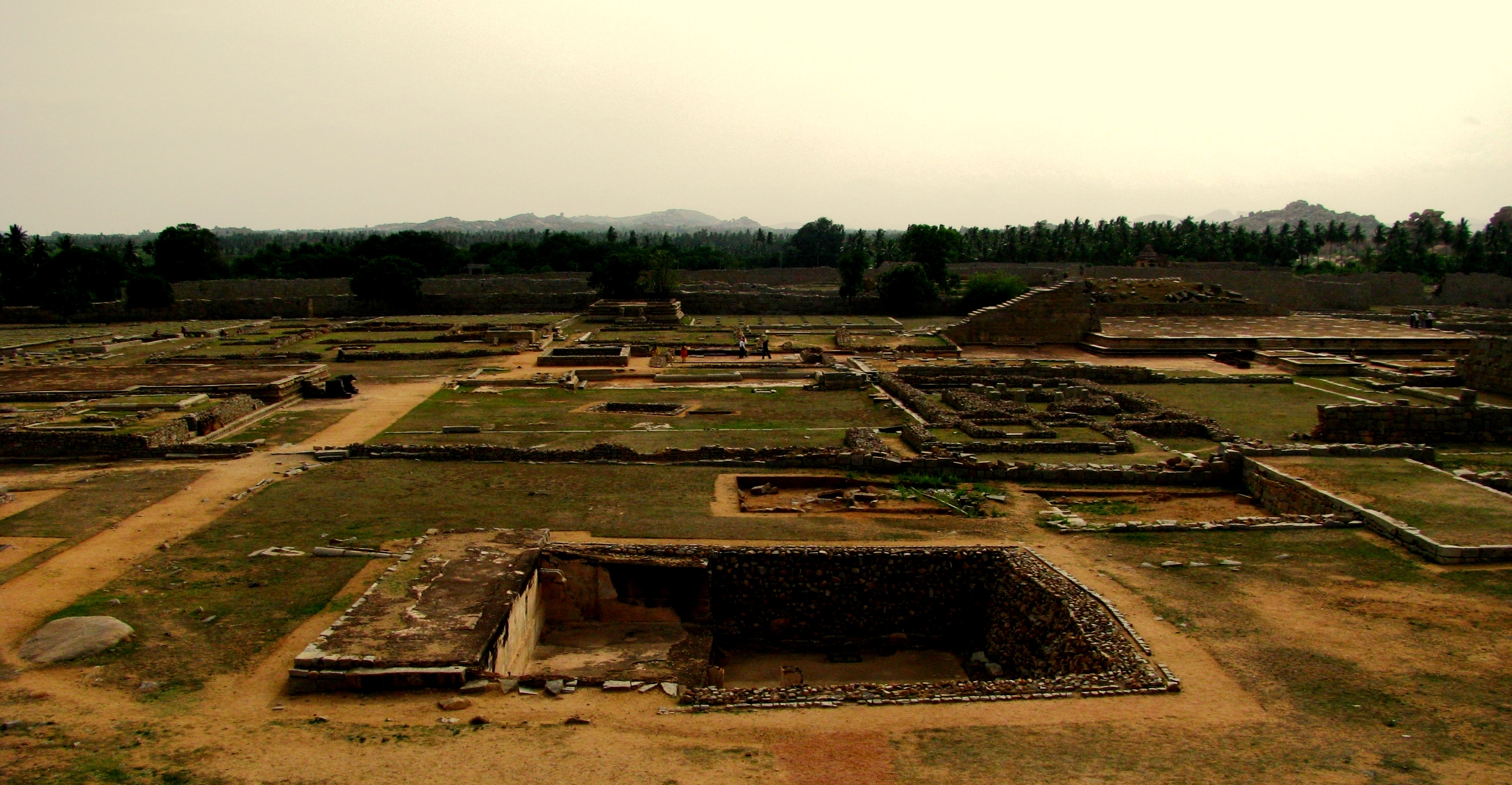
Руины царского дворца в Хампи

### Виджаянагара
В XIV—XVI веках город был столицей индуистской Империи Виджаянагара, упорно боровшейся с мусульманскими султанатами нагорья Декан. Эти войны сопровождались обоюдными зверствами и актами геноцида. В 1366 году Буккарая I захватил мусульманскую область Мудала и истребил всех её жителей. Единственный, переживший кровавую бойню, принёс страшную весть Мохаммад Шах Султану Бахмани. В ответ султан опустошил земли индусов. В 1565 году армия Виджаянагары была разбита союзом султанов, и её столица пала. Победоносные армии мусульман за несколько месяцев разрушили и уничтожили город. Империя ещё выжила, но уже не имела сил отстроить свою столицу.

### Соманат

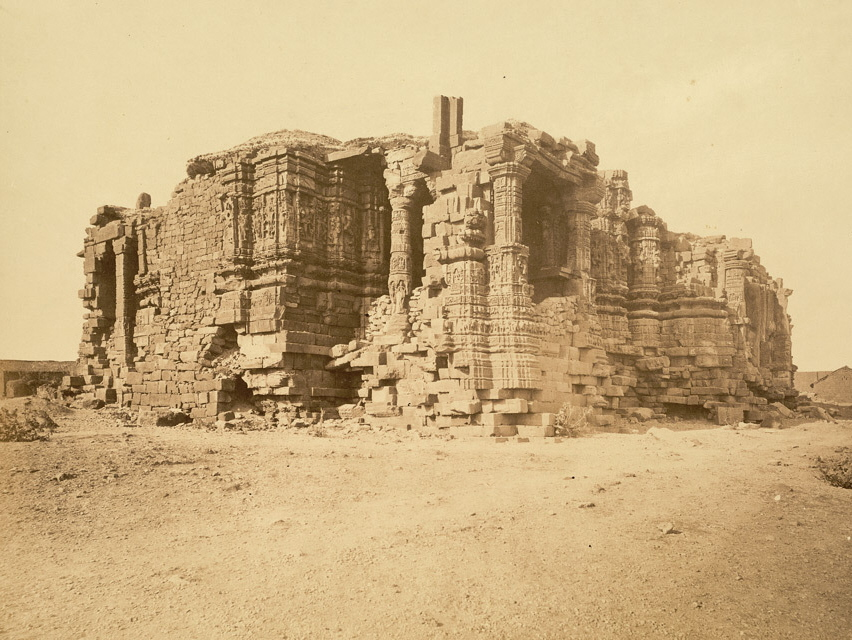
Храм Соманат Прабхас Патан, Гуджарат, Археологическое управление Индии

Первый храм на этом месте был построен до христианской эры.
Второй храм, построенный царём династии Майтрака из Валлабхи в Гуджарате, стоял на месте первого с 649 года. В 725 арабский губернатор Синда Джунаяд сравнял его с землёй.
Царь Гурджара-Пратихара Нагабхата II построил третий храм в 815 году, из красного песчаника. Махмуд Газневи напал на храм в 1026 году, разграбил его имущество и драгоценные камни, убил паломников и сжёг святилище. Именно тогда знаменитый Шивалинга храма был совершенно разрушен.
Четвёртый храм построил царь Парамара Бходжа из Малвы и царь Соланки Бхима из Гуджарата между 1026 и 1042 годом. Храм сравняли с землёй в 1297, когда Делийский султанат покорил Гуджарат, и снова в 1394. Могольский Император Аурангзеб снова разрушил храм в 1706 году. В 1947 году храм был в очередной раз восстановлен.

### На русском языке
- Н. К. Синха, А. Ч. Банерджи. История Индии. М.: Изд. иностранной литературы, 1954